# Province del Belgio

Province del Belgio

Le province del Belgio costituiscono la suddivisione territoriale di secondo livello del Paese, dopo le regioni (salvo la Regione di Bruxelles-Capitale, non suddivisa), e sono in tutto 10.

## Profili istituzionali
Le province sono amministrate da un governatore, un consiglio provinciale e da una deputazione permanente elette ogni sei anni. Gli atti provinciali, in quanto atti di rango regolamentare, non possono contrastare con la legislazione nazionale e regionale.
Ogni provincia è suddivisa in comuni (gemeenten in olandese e communes in francese). Le province sono altresì suddivise in arrondissement, privi tuttavia di rilevanza amministrativa e istituiti unicamente per finalità statistiche e per la dislocazione di alcuni uffici regionali e provinciali.
Il numero delle province, inizialmente pari a 9, è passato a 10 nel 1995, quando la provincia del Brabante è stata frazionata fra Brabante Fiammingo, Brabante Vallone e regione di Bruxelles-Capitale. In quest'ultima, peraltro, il governatore è nominato d'ufficio dall'amministrazione regionale, mentre i poteri degli altri organi provinciali sono esercitati direttamente dalla regione.

## Lista
| Localizzazione | Stemma | Provincia                                                          | Capoluogo | Popolazione (2018) | Superficie (km²) | Regione  |
| -------------- | ------ | ------------------------------------------------------------------ | --------- | ------------------ | ---------------- | -------- |
|                |        | Provincia di Anversa NL: Provincie Antwerpen FR: Province d'Anvers | Anversa   | 1 847 486          | 2 867            | Fiandre  |
|                |        | Brabante Fiammingo NL: Vlaams-Brabant FR: Brabant flamand          | Lovanio   | 1 138 489          | 2 106            | Fiandre  |
|                |        | Brabante Vallone FR: Brabant Wallon NL: Waals-Brabant              | Wavre     | 401 106            | 1 091            | Vallonia |
|                |        | Fiandre Occidentali NL: West-Vlaanderen FR: Flandre occidentale    | Bruges    | 1 191 059          | 3 134            | Fiandre  |
|                |        | Fiandre Orientali NL: Oost-Vlaanderen FR: Flandre orientale        | Gand      | 1 505 053          | 2 982            | Fiandre  |
|                |        | Hainaut FR: Hainaut NL: Henegouwen                                 | Mons      | 1 341 645          | 3 787            | Vallonia |
|                |        | Liegi FR: Province de Liège NL: Provincie Luik DE: Provinz Lüttich | Liegi     | 1 105 326          | 3 862            | Vallonia |
|                |        | Limburgo NL: Limburg FR: Limbourg                                  | Hasselt   | 870 880            | 2 422            | Fiandre  |
|                |        | Lussemburgo FR: Luxembourg NL: Luxemburg                           | Arlon     | 283 227            | 4 441            | Vallonia |
|                |        | Namur FR: Province de Namur NL: Provincie Namen                    | Namur     | 493 073            | 3 665            | Vallonia |